# Сенариоло
Сенариоло (итал. Sennariolo) је насеље у Италији у округу Ористано, региону Сардинија.
Према процени из 2011. у насељу је живело 173 становника. Насеље се налази на надморској висини од 272 м.

## Становништво
Према резултатима пописа становништва 2011. у општини је живело 183 становника.
| 1931. | 1936. | 1951. | 1961. | 1971. | 1981. | 1991. | 2001. | 2011. |
| ----- | ----- | ----- | ----- | ----- | ----- | ----- | ----- | ----- |
| 421   | 449   | 415   | 356   | 261   | 272   | 204   | 173   | 183   |